# Trincia II Trinci
Trincia II Trinci fou fill d'Ugolino II Novello. Fou armat cavaller junt amb el pare el 1337 i fou gonfanoner de justícia i capità del poble de Foligno des del 1353, essent reconegut vicari pontifici "in temporalibus" el 29 de novembre de 1367. Fou també vicari apostòlic de Bevagna des del 1371, general de l'Església i gonfanoner del ducat de Spoleto des el 30 de desembre de 1371; es va casar amb Giacoma d'Este, filla del marquès Nicolau I Este, senyor de Ferrara. Fou assassinat a Foligno el 18 de setembre de 1377. Va deixar quatre fills: Ugolino III Trinci, Onofrio (prior i després bisbe de Fligno el 1397, mort el 1403), Contessa i Marina (morta el 18 de maig de 1418).